# Generació X
| Generacions |
| --- |
| |
| Generació perduda Gran generació Generació silenciosa Baby boomers Generació X Generació Y Generació Z Generació Alfa |
| |

El terme Generació X es fa servir normalment per a referir-se a les persones nascudes en els anys 60 i 70. Els períodes exactes que defineixen aquesta generació no estan definits, però se solen considerar rangs com 1963-1978 o 1961-1981. També s'ha definit com les persones que van viure els seus anys d'adolescència durant els anys 1980, nascuts després dels anys del baby boom, coneguts també com a baby boomers. Els segueix la Generació Y (o millennials).

## Origen del terme

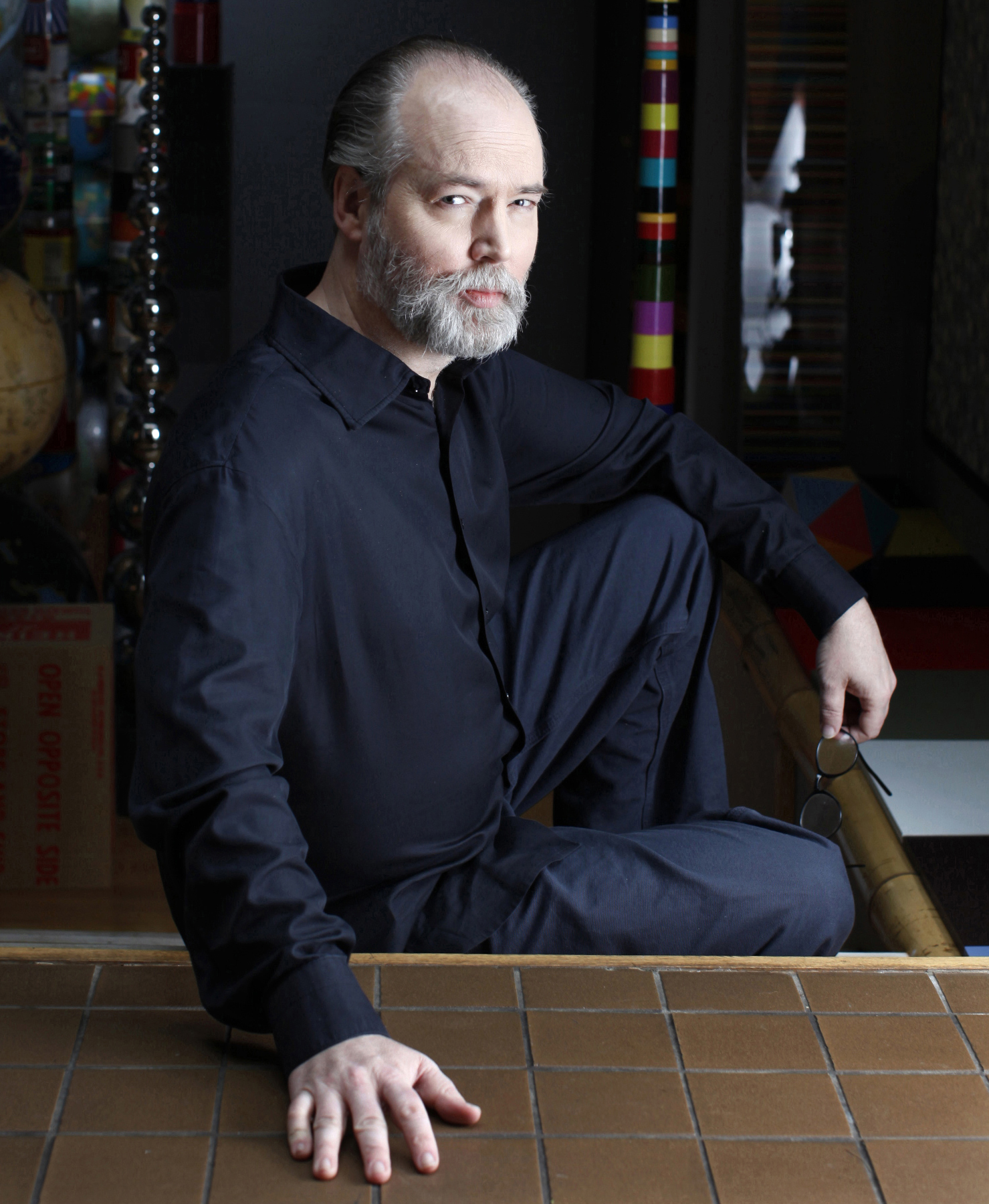
Douglas Coupland va popularitzar el terme Generació X en la seva novel·la del 1991, Generation X: Tales for an Accelerated Culture.

El terme es va encunyar el 1964, per a definir una sèrie de conductes en els joves britànics que trencaven les pautes i costums anteriors. L'estudi original parlava d'actituds en els adolescents com no creure en Déu, no agradar-los la Reina, tenir relacions sexuals abans del matrimoni i no respectar els seus pares. Per tant, es tracta d'un concepte més cultural que demogràfic, que no descriuria el conjunt de totes les persones de tots els països del món que van néixer en una determinada generació. Hi ha qui generalitza i considera que aquesta generació és la que ha viscut de tot: des de les televisions en blanc i negre als TFT més nítids; gent que ha jugat a les bales, a la corda i a la Playstation.
La Generació X, com moltes d'altres, va ser definida per la seva música, especialment la de tipus Indie Rock, amb grups com Sonic Youth, Pixies, Dinosaur Jr. o R.E.M..
Va destacar també el Punk-Rock, que en combinació amb el Hard Rock va donar com a resultat un altre fenomen musical i cultural important de finals de la dècada dels anys 80 i començaments dels noranta, el Grunge, amb grups com Soundgarden, Alice In Chains, Mudhoney, Nirvana, Pearl Jam, o Green Day. Es considera que Douglas Coupland, escriptor canadenc, va ser qui va popularitzar aquest terme en la seva obra de 1991 del mateix títol: Generació X. La successora d'aquesta generació es coneix com la Generació Y.